# Lill-Fisket
Lill-Fisket is een eiland in de Zweedse Kalixrivier. Het driehoekige eiland ligt midden in de rivier in de schaduw van Stor-Fisket en heeft geen oeververbinding. Het eiland heeft een oppervlakte van ongeveer 2,5 hectare.